# Girafgazelle
Girafgazellen (Litocranius walleri), også kaldet gerenuk, er en langhalset antilope, der lever i tørre egne med kratbevoksning ved Afrikas Horn, især i landene Ethiopien, Kenya, Tanzania og Somalia. Det er den eneste art i slægten Litocranius. Den jages af mennesker for sit skind. Kun hannen har store horn.

## Levevis
Girafgazellen færdes ofte parvis eller i små familiegrupper. Den kan stå oprejst på bagbenene, for at æde blade og knopper af buske. Med sit smalle hoved kan den nå langt ind mellem buskenes tornede grene. Girafgazellen er byttedyr for de store katte og forsøger at stå helt stille, for ikke at blive opdaget.